# كرايغ ستيفنز
كرايغ ستيفنز (بالإنجليزية: Craig Stevens) هو سباح أسترالي، ولد في 23 يوليو 1980 في سيدني في أستراليا.

## روابط خارجية
- كرايغ ستيفنز على موقع الاتحاد الدولي للسباحة (الإنجليزية)
- كرايغ ستيفنز على موقع SwimRankings.net (الإنجليزية)
- كرايغ ستيفنز على موقع أوليمبيديا (الإنجليزية)
- كرايغ ستيفنز على موقع اللجنة الأولمبية الأسترالية (الإنجليزية)
- كرايغ ستيفنز على موقع اتحاد ألعاب الكومنولث (مؤرشف) (الإنجليزية)
- كرايغ ستيفنز على موقع دورة ألعاب الكومنولث 2006 (مؤرشف) (الإنجليزية)